# NGC 183
NGC 183 (други обозначения – UGC 387, MCG 5-2-35, ZWG 500.57, PGC 2298) е елиптична галактика (E) в съзвездието Андромеда.
Обектът присъства в оригиналната редакция на „Нов общ каталог“.